# Tweede Kamerverkiezingen in het kiesdistrict Hoorn (1848-1850)
Tweede Kamerverkiezingen in het kiesdistrict Hoorn (1848-1850) geeft een overzicht van verkiezingen voor de Nederlandse Tweede Kamer in het kiesdistrict Hoorn in de periode 1848-1850.
Het kiesdistrict Hoorn werd ingesteld na de grondwetsherziening van 1848. Tot het kiesdistrict behoorden de volgende gemeenten: Abbekerk, Andijk, Avenhorn, Beets, Berkhout, Blokker, Bovenkarspel, Enkhuizen, Grootebroek, Grosthuizen, Hensbroek, Hoogkarspel, Hoogwoud, Hoorn, Medemblik, Midwoud, Nibbixwoud, Nieuwe Niedorp, Obdam, Opmeer, Opperdoes, Oude Niedorp, Oudendijk, Schardam, Scharwoude, Schellinkhout, Sijbekarspel, Spanbroek, Twisk, Urk, Venhuizen, Wervershoof, Westwoud, Wijdenes, Winkel, Wognum en Zwaag.
Het kiesdistrict Hoorn koos in deze periode één lid van de Tweede Kamer. 
Legenda
- vet: gekozen als lid van de Tweede Kamer.

## 30 november 1848
De verkiezingen werden gehouden na ontbinding van de Tweede Kamer, na inwerkingtreding van de herziene grondwet.
|                            | 30 november |
| -------------------------- | ----------- |
| Kiesgerechtigden           | 1.302       |
| Opkomst                    | 1.023       |
| Geldige stemmen            | 1.018       |
| Blanco stemmen             | 3           |
| Kandidaten                 |             |
| W.J.C. van Hasselt         | 519         |
| P. Opperdoes Alewijn       | 332         |
| E.T. Scheltinga Winterberg | 127         |

## 14 december 1848
Willem van Hasselt was bij de verkiezingen van 30 november 1848 gekozen in twee kiesdistricten, Edam en Hoorn. Hij opteerde voor Edam, als gevolg waarvan in Hoorn een naverkiezing gehouden werd.
|                            | 14 december |
| -------------------------- | ----------- |
| Kiesgerechtigden           | 1.302       |
| Opkomst                    | 1.056       |
| Geldige stemmen            | 1.053       |
| Blanco stemmen             | 3           |
| Kandidaten                 |             |
| E.T. Scheltinga Winterberg | 561         |
| J.C. Pilaar                | 477         |

## Voortzetting
In 1850 werd het kiesdistrict Hoorn omgezet in een meervoudig kiesdistrict, waaraan gedeelten van de opgeheven kiesdistricten Edam en Zaandam toegevoegd werden.